# Paraleyrodes proximus
Paraleyrodes proximus es un hemíptero de la familia Aleyrodidae, con una subfamilia: Aleyrodinae.
Fue descrita científicamente por primera vez por Terán en 1979.